# Estádio Municipal Professor Dario Rodrigues Leite
O Estádio Municipal Professor Dario Rodrigues Leite, também conhecido como "Ninho da Garça", está localizado na Praça da Bíblia, na cidade de Guaratinguetá, no estado de São Paulo, Brasil.

## História
O estádio foi inaugurado em 7 de setembro de 1965 com a partida entre Associação Esportiva Guaratinguetá e Esporte Clube Taubaté, com resultado final de 0x0. Sua dimensão atual é de 105 x 68 m e tem capacidade para 10.000 pessoas.
Possui como equipes mandantes o Guaratinguetá Futebol Ltda. (que disputa o Campeonato Paulista de Futebol - Segunda Divisão e atualmente na Quarta Divisão do Campeonato Brasileiro) Porém, em fevereiro de 2017, O clube pediu licenciamento das competições oficiais. ficando assim a equipe mandante a Academia Desportiva Manthiqueira (que disputa o Paulistão Série B).
Em 2023, o estádio foi sede do Grupo 13 da Copa São Paulo de Futebol Júnior